# Dorothea Schüle
Dorothea Schüle (* 1970 in Pforzheim) ist eine deutsche Malerin, die in Düsseldorf und Berlin arbeitet.
Schüle ist in Vaihingen an der Enz in Baden-Württemberg aufgewachsen und studierte von 1990 bis 1991 zunächst an der Kunstschule Stuttgart. Im Jahr 1991 begann sie ihr Studium an der Kunstakademie Münster, wo sie im Jahr 1992 in die Klasse von Professor Hermann-Josef Kuhna eintrat. 1995 wurde sie zur Meisterschülerin ernannt; 1999 schloss sie mit dem Akademiebrief ab.
Die Malerin arbeitet in Bildserien und scheint sich vordergründig immer an Alltagssituationen zu orientieren. Die Werke erfahren jedoch – in Anlehnung an die Tradition der Futuristen – durch gezielte Irritationen z. B. der Perspektive eine übergeordnete Bedeutung. Das Werk Schüles wird von einer starken Expressivität der Farbe getragen und widmet sich dem klassischen Thema des Stilllebens.

## Anerkennungen
- 1992 Xaver-Fuhr-Preis (1. Platz)
- 1995 Akademiestipendium der Kunstakademie Münster in Rom
- 2002 Stipendium des Glückstadt Destination Managements, Glückstadt
- 2003 Gaststipendium in der Villa Romana, Florenz
- 2007 Kaiserswerther Kunstpreis, Düsseldorf